# Подгродзе (Свентокшиське воєводство)
Подгродзе (пол. Podgrodzie) — село в Польщі, у гміні Цьмелюв Островецького повіту Свентокшиського воєводства.
Населення — 133 особи (2011).
У 1975-1998 роках село належало до Тарнобжезького воєводства.

## Демографія
Демографічна структура на день 31 березня 2011 року:
|          | Загалом | Допрацездатний вік | Працездатний вік | Постпрацездатний вік |
| -------- | ------- | ------------------ | ---------------- | -------------------- |
| Чоловіки | 66      | 5                  | 54               | 7                    |
| Жінки    | 67      | 12                 | 30               | 25                   |
| Разом    | 133     | 17                 | 84               | 32                   |